# Cortinarius turmalis
Cortinarius turmalis (Elias Magnus Fries, 1838) din încrengătura Basidiomycota, în familia Cortinariaceae și degenul Cortinarius, este o specie de ciuperci necomestibile  întâlnită destul de rar care coabitează, fiind un simbiont micoriza (formează micorize pe rădăcinile arborilor). Un nume popular nu este cunoscut. În România, Basarabia și Bucovina de Nord trăiește de la câmpie la munte în grupuri, adesea în smocuri, în păduri de conifere umede sub molizi, cu predilecție prin mușchi, ocazional și în cele de foioase pe lângă fagi. Timpul apariției este din (iulie) august până în noiembrie.

## Taxonomie

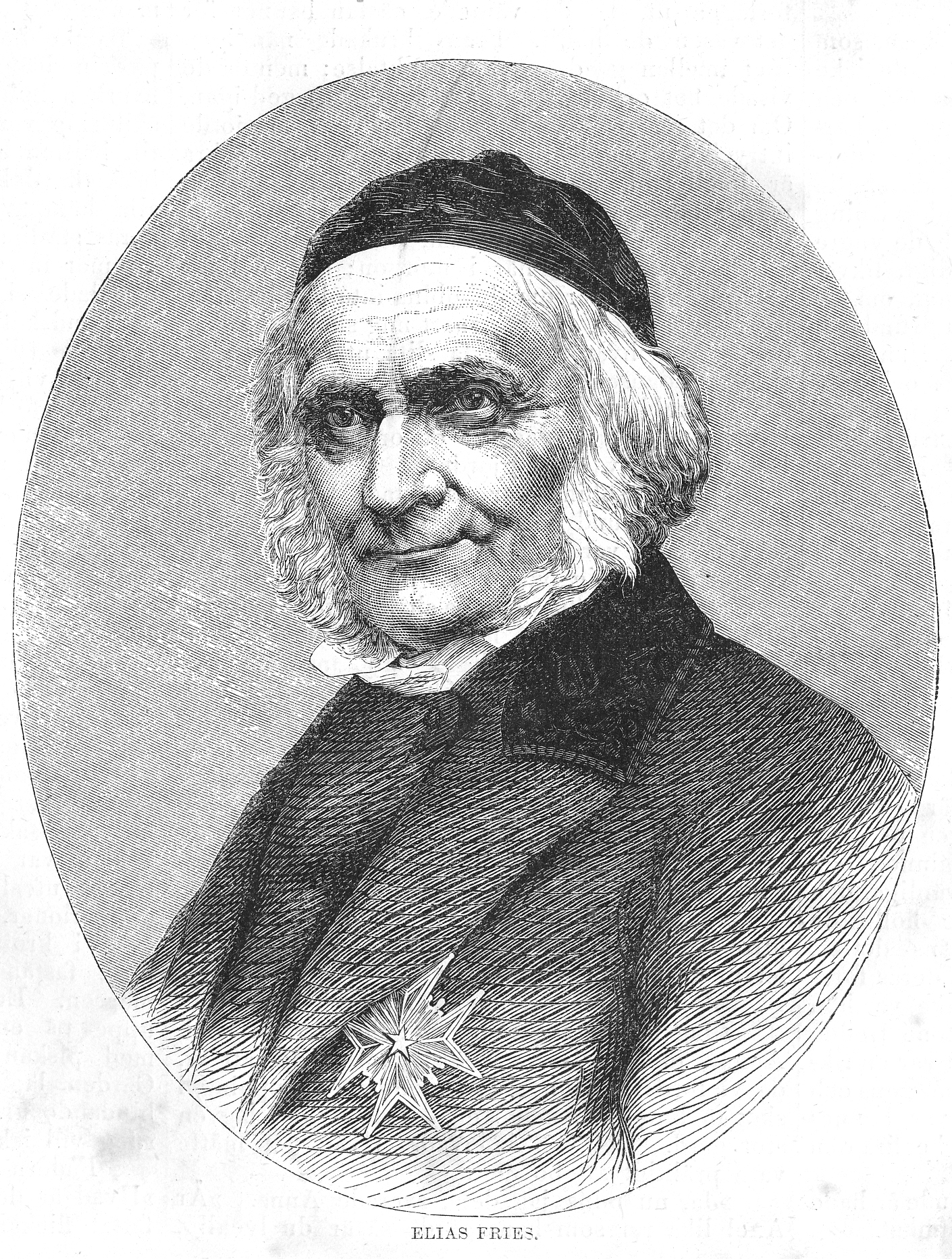
Elias Fries

Numele binomial a fost determinat drept Cortinarius turmalis de faimosul savant suedez Elias Magnus Fries în cartea sa Epicrisis systematis mycologici, seu synopsis hymenomycetum din 1838, fiind și numele curent valabil (2022).
Sinonime acceptate sunt: Cortinarius claricolor var. turmalis (Lucien Quélet, 1886), Gomphos turmalis (Otto Kuntze, 1891), Cortinarius claricolor var. caperatus și Cortinarius claricolor var. subclaricor (Robert Henry, 1958), Phlegmacium claricolor var. turmale (Meinhard Michael Moser, 1960) precum Cortinarius claricolor f. turmalis (Andrzej Nespiak 1975), cu toate bazând pe descrierea lui Fries. Alți taxoni pentru această specie nu sunt cunoscuți.
Epitetul specific este derivat din cuvântul latin (latină turmalis=între altele: în grupuri, în pâlc), datorită aparenței preponderent în smocuri a ciupercii.

## Descriere

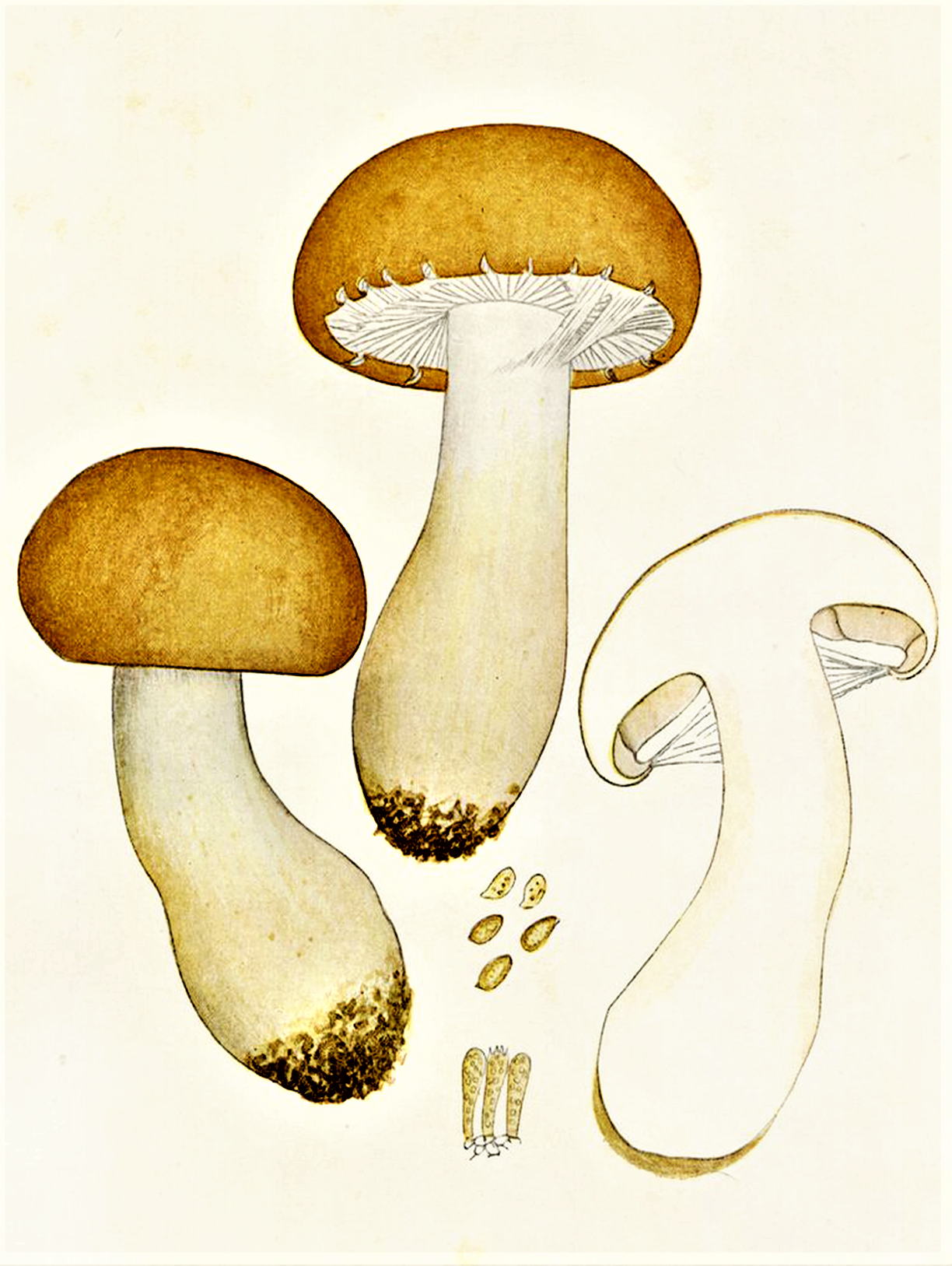
Bres.: Cortinarius turmalis

- Pălăria: fermă și cărnoasă cu un diametru între 4-10 (14)  cm este la început boltită emisferic cu marginile nestriate răsucite pentru mult timp înspre interior, dar devine repede convexă și în sfârșit aproape plată, nu rar ceva neregulată, prezentând ocazional o cocoașă largă și tocită. Cuticula care poate fi îndepărtată ușor de pălărie este uscată, netedă și mătăsoasă, dar pe vreme umedă lipicioasă până slab unsuroasă, niciodată vâscoasă, fiind presărată de resturi albe ale vălului parțial doar în tinerețe. Coloritul este galben-maroniu până ocru-brun, la margine cu un cordon mai mult sau mai puțin accentuat albicios.
- Lamelele: subțiri, aglomerate, drepte, cu lameluțe intercalate și aderate strâns la picior, sunt acoperite în tinerețe de o cortină albă, formată din fibre foarte fine ca păienjeniș. Muchile fertile devin cu avansarea în vârstă crenate. Coloritul inițial crem care schimbă cu timpul în gri-gălbui până deschis gri-brun, devine la bătrânețe mai mult sau mai puțin ruginiu.
- Piciorul: de 5-7 (9) cm lungime și 1-2,5 cm grosime este neted, aproape cilindric, nu rar slab îndoit și îngroșat la bază, tare, destul de gros și plin pe dinăuntru. Prezintă în prima treime a tijei o formă inelară la început murdar albicioasă, apoi ocru-brună, rest al vălului. Coloritul murdar albicios capătă mai târziu pete sau dungi ocru-maronii, miceliul bazal fiind roz.
- Carnea: cărnoasă și compactă care nu se decolorează după tăiere este albă până crem, în locuri unde au ros animale ocru-brună. Are un miros fistichiu, amintind de drojdie, lapte acru sau chiar dezgustător ca de picioare fetide și un gust blând.[3][4]
- Caracteristici microscopice: are spori netezi, ocru-gălbui, alungit ovoidali, ceva în formă de migdale cu un apicol îngust și rotunjit și cu o picătură mare uleioasă pe dinăuntru, măsurând 8-9 x 4-6 microni. Pulberea lor este ruginie. Basidiile clavate cu 4 sterigme fiecare au o dimensiune de 25-30 x 6-7 microni. Cistidele (elemente sterile situate în stratul himenal sau printre celulele din pielița pălăriei și a piciorului, probabil cu rol de excreție) de mărime asemănătoare au forma de măciucă cu vârfuri rotunjite.[12]
- Reacții chimice: carnea pălăriei se decolorează cu hidroxid de potasiu de 30%-40% spălăcit ocru, iar cuticula brun închis sau castaniu, carnea tijei rămânând fără nici o reacție și carnea cu fenol murdar vinaceu.[13][14]

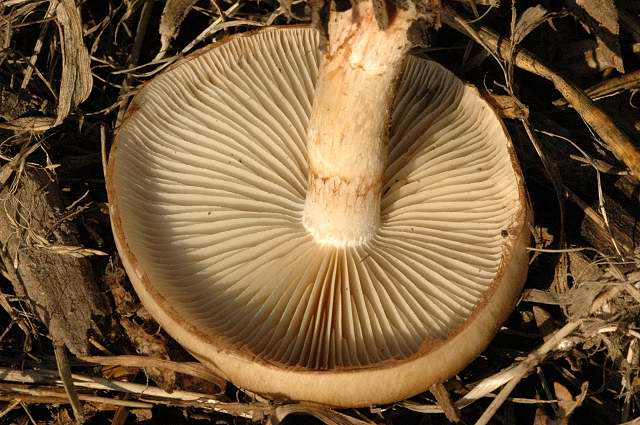
C. turmalis, lamele și picior
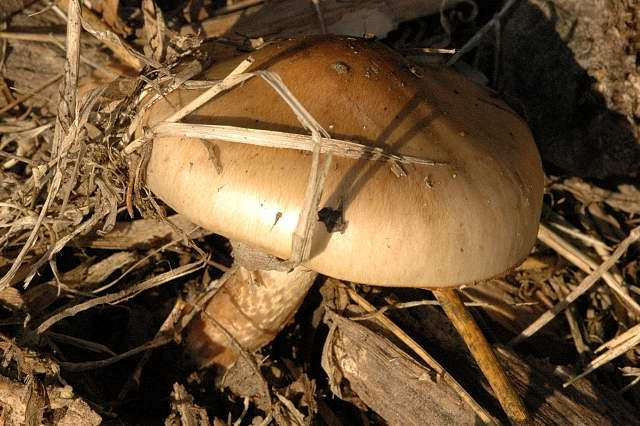
C. turmalis, aspect lateral
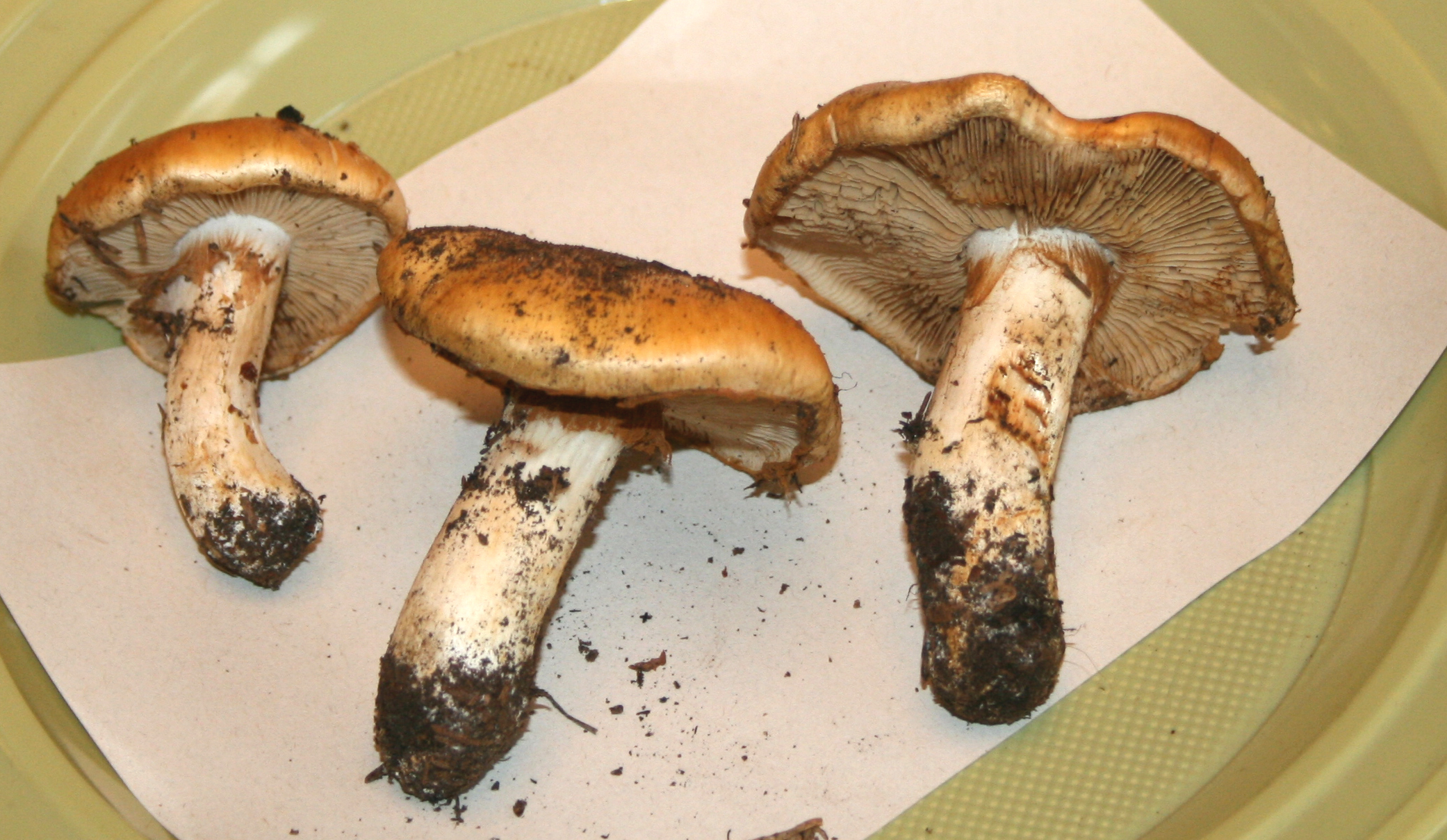
C. turmalis, diverse forme

## Confuzii
Următoarele ciuperci au o asemănare uneori frapantă: Cortinarius allutus (comestibil), Cortinarius callisteus (otrăvitor), Cortinarius claricolor (comestibil), Cortinarius collinitus (comestibil, inițial lamele albicioase, apoi maroniu-roșcate și picior acoperit la început de un văl lipicios lila-purpuriu), Cortinarius cotoneus (otrăvitor), Cortinarius crassus (comestibil), Cortinarius cumatilis (comestibil), Cortinarius delibutus (comestibil), Cortinarius dibaphus (necomestibil), Cortinarius elegantior, (comestibil), Cortinarius elegantissimus (otrăvitor), Cortinarius fluminoides (comestibil, lamele de culoarea lutului deschis, apoi maronii, pălăria colorată ocru închis), Cortinarius herbarum (comestibil, lamele de colorit crem-albui apoi ocru și pălărie de culoare albă), Cortinarius largus (necomestibil), Cortinarius livido-ochraceus (comestibil), Cortinarius meinhardii sin. Cortinarius vitellinus (letal),  Cortinarius mucosus (comestibil), Cortinarius multiformis (comestibil), Cortinarius odorifer (comestibil, cu un miros de anason), Cortinarius olidus (necomestibil), Cortinarius saginus sin. Cortinarius subvalidus (comestibil), Cortinarius sebaceus (comestibil, foarte gustos, lamele inițial albicioase, apoi de colorit ocru până la maroniu deschis și picior alb-mătăsos) + imagini, Cortinarius spilomeus, (necomestibil), Cortinarius splendens (posibil letal, carne galbenă), Cortinarius stillatitius (comestibil), Cortinarius talus (comestibil), Cortinarius venetus (otrăvitor) sau Cortinarius vibratilis (necomestibil, lamele alb-gălbuie la început, apoi maroniu-roșcate și picior alb, inițial acoperit de un văl lipicios, foarte amar).

## Specii de ciuperci asemănătoare în imagini

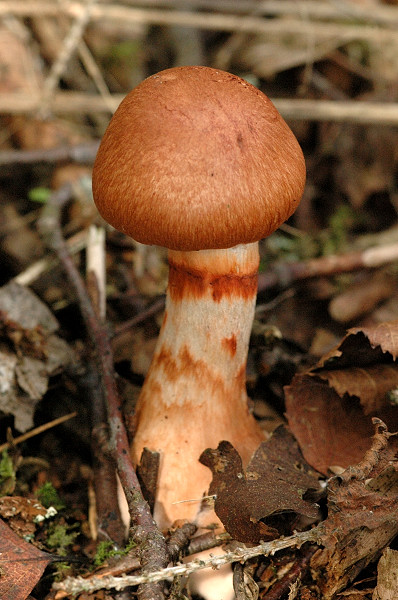
Cortinarius.allutus
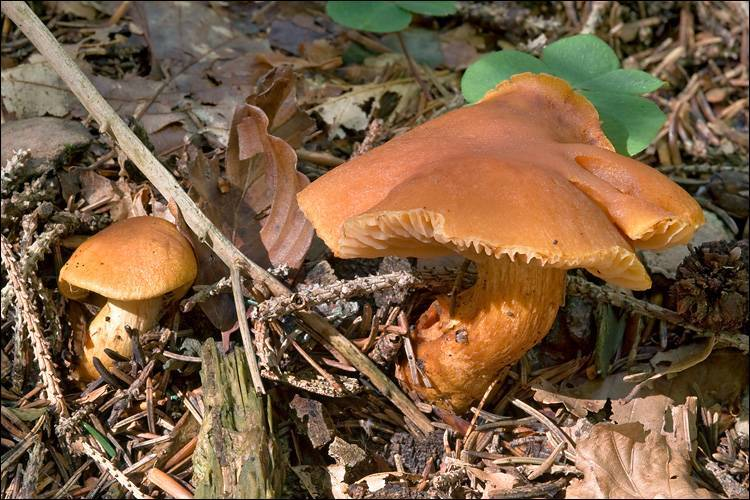
!!Cortinarius callisteus!!
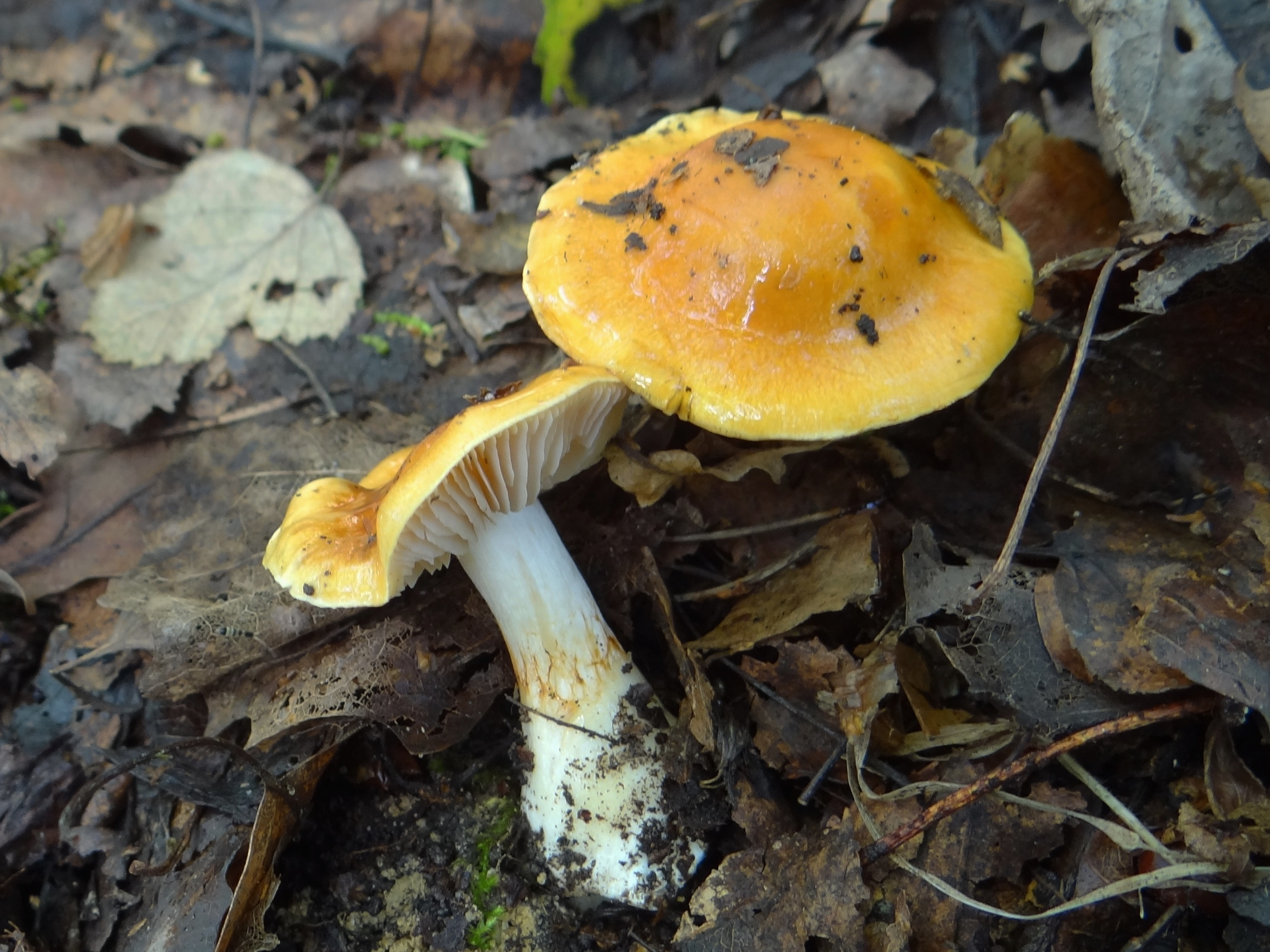
Cortinarius claricolor
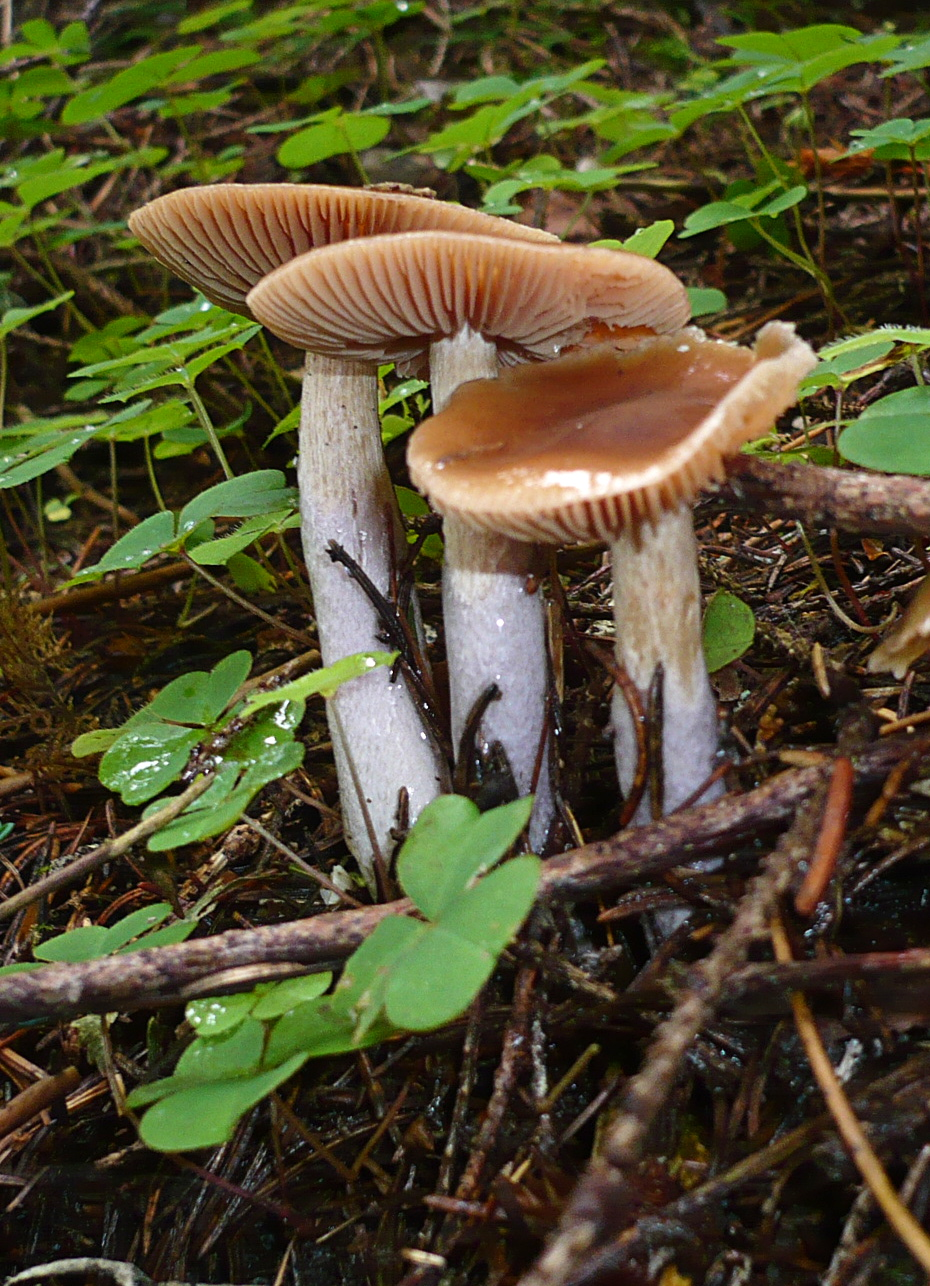
Cortinarius collinitus
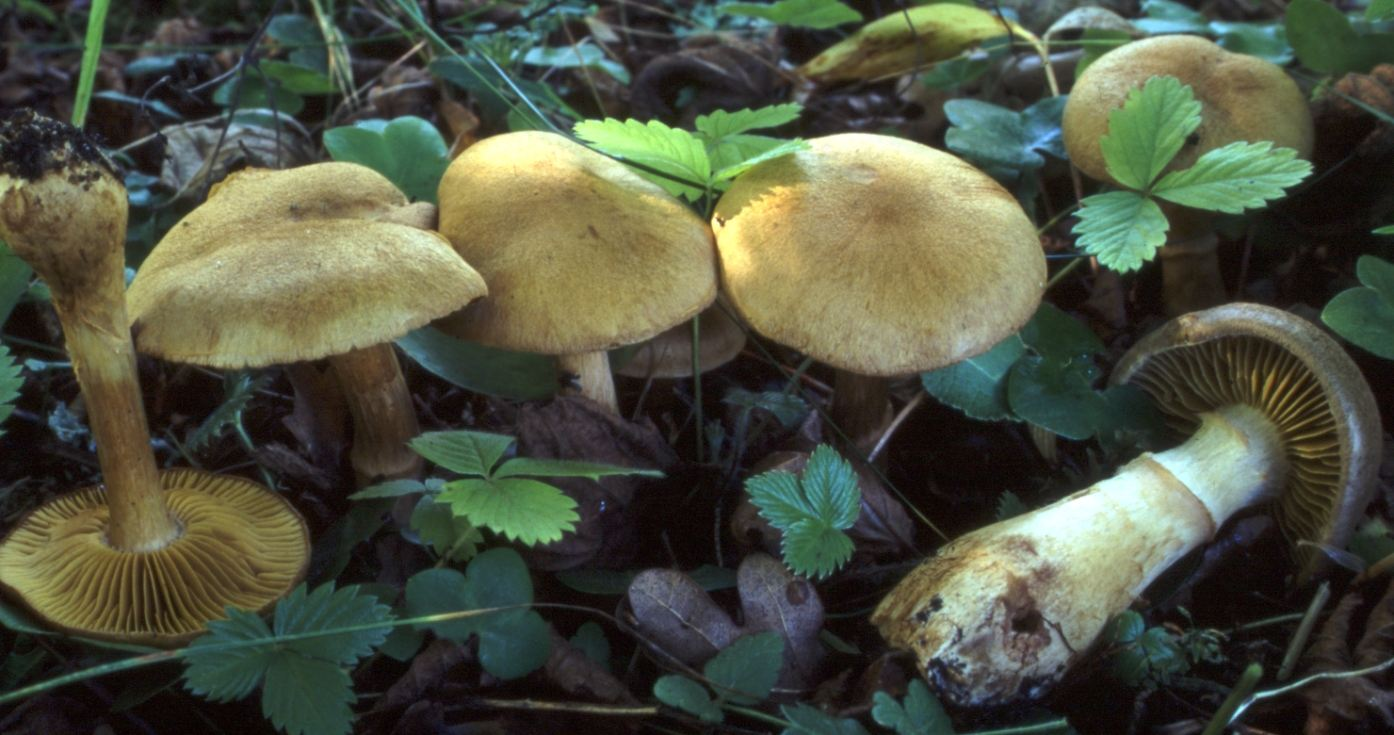
!!Cortinarius cotoneus!!
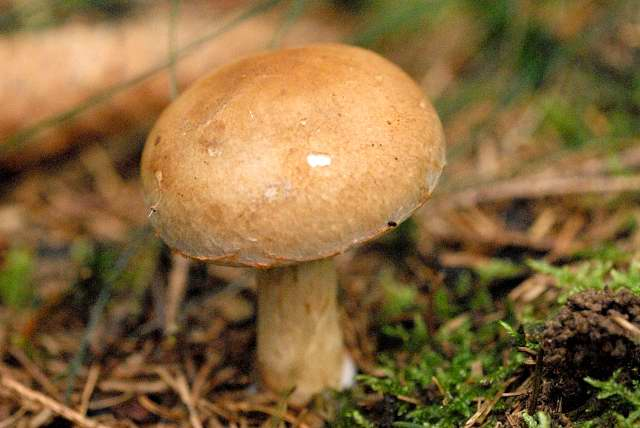
Cortinarius crassus

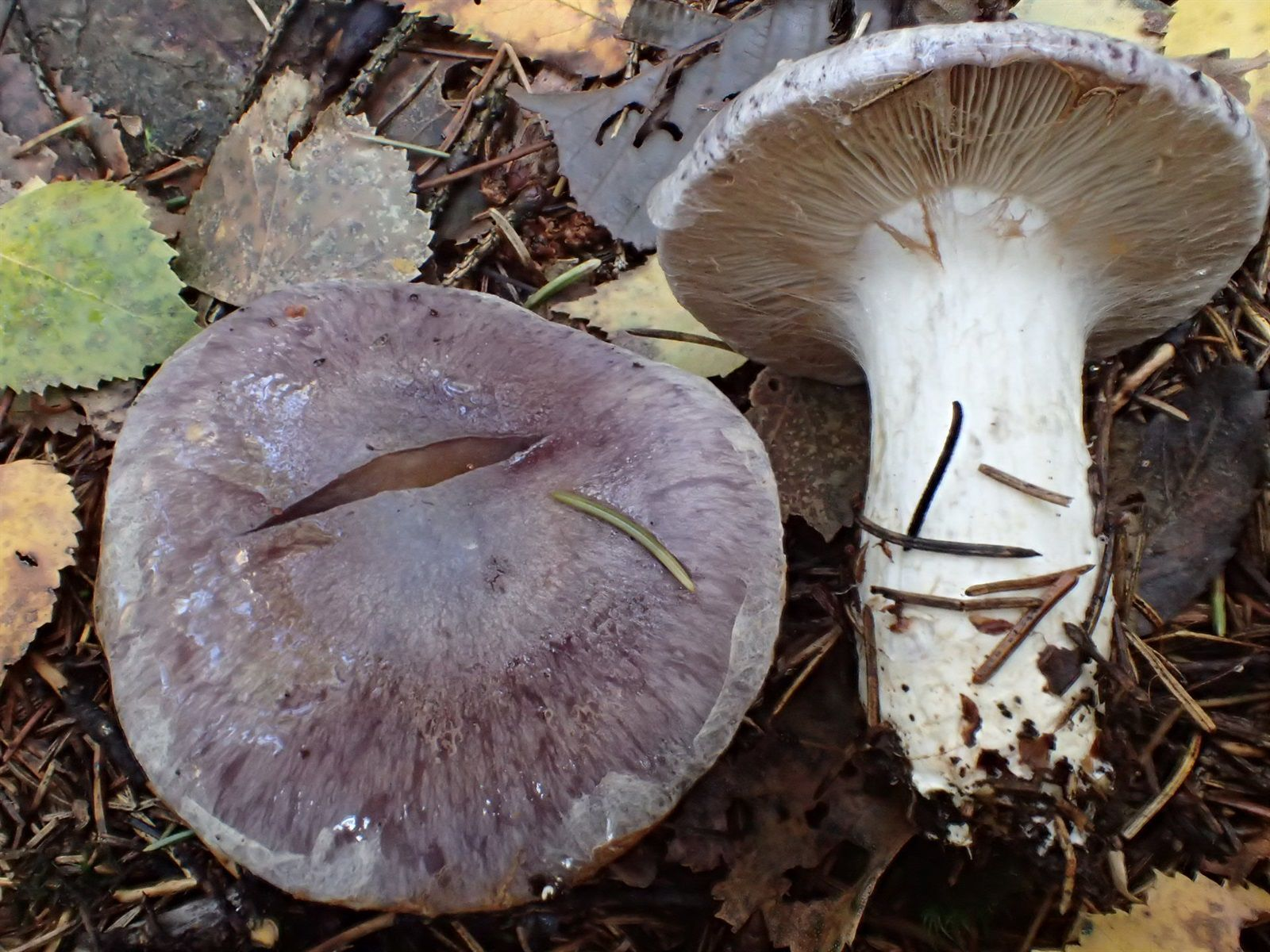
Cortinarius cumatilis
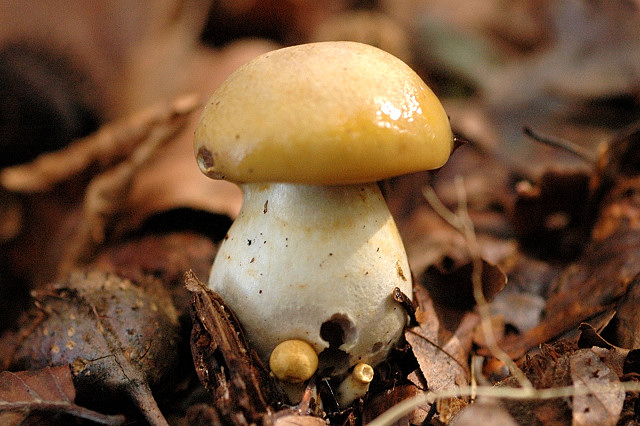
Cortinarius delibutus
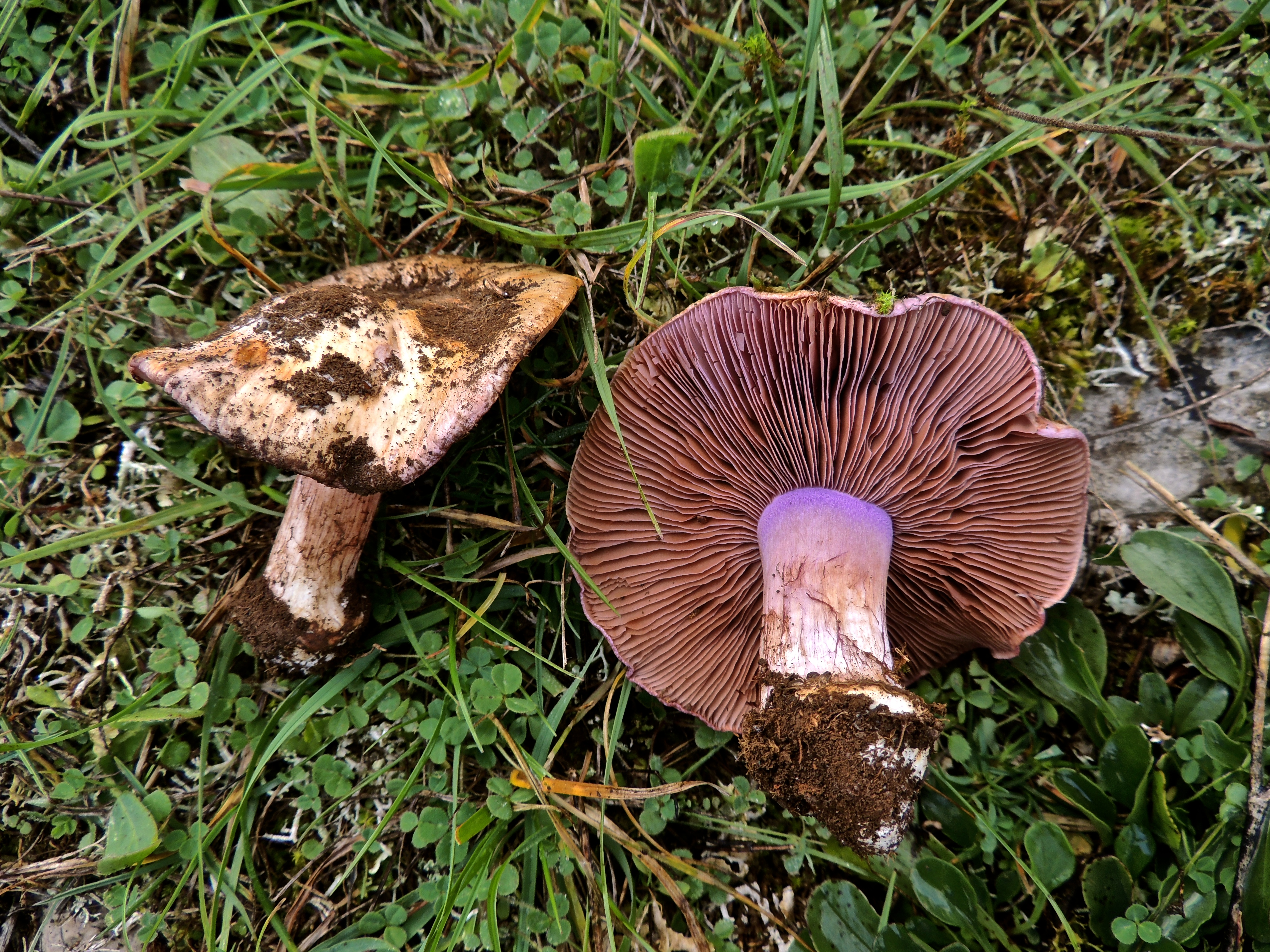
!Cortinarius dibaphus!
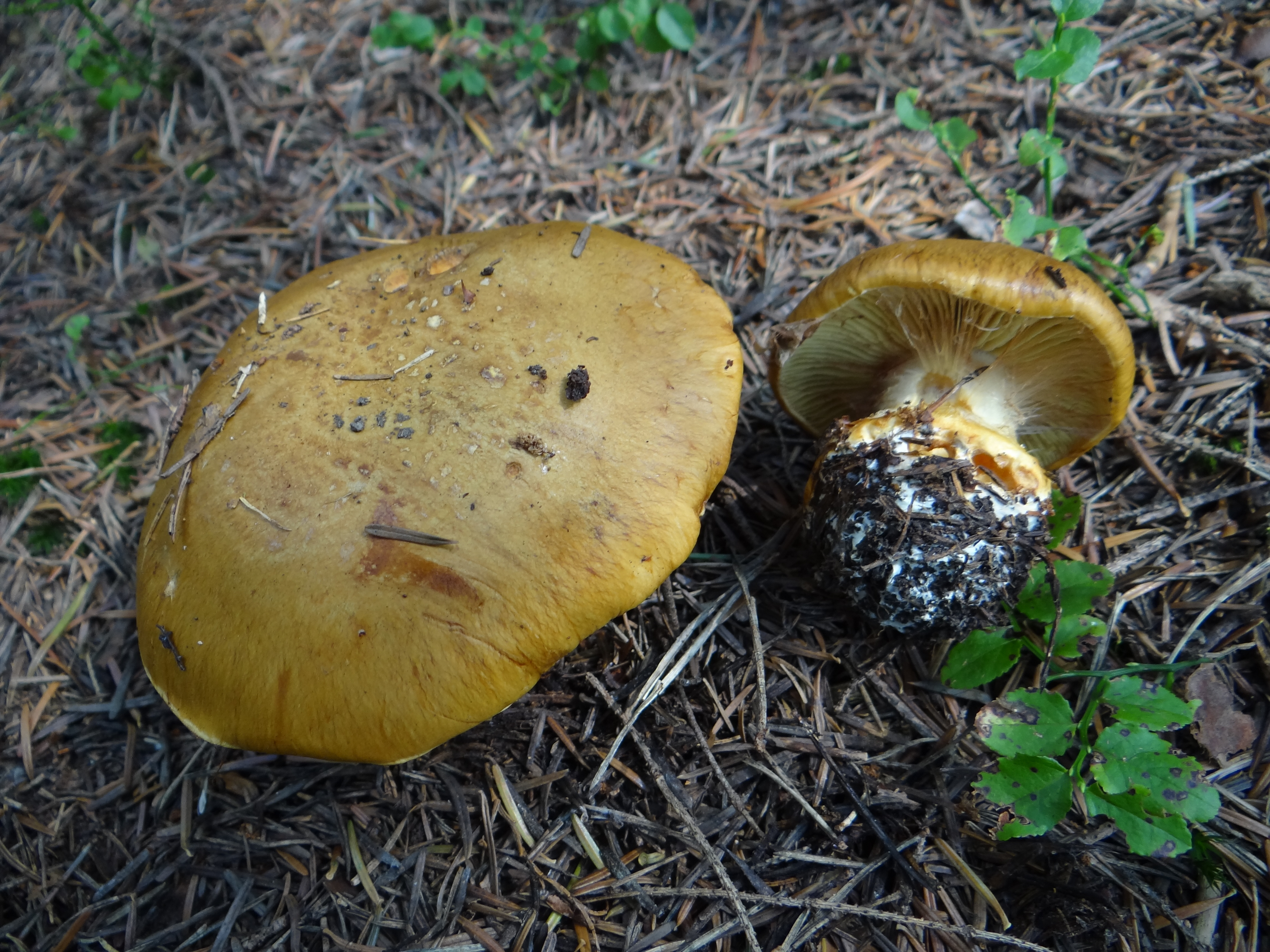
Cortinarius elegantior
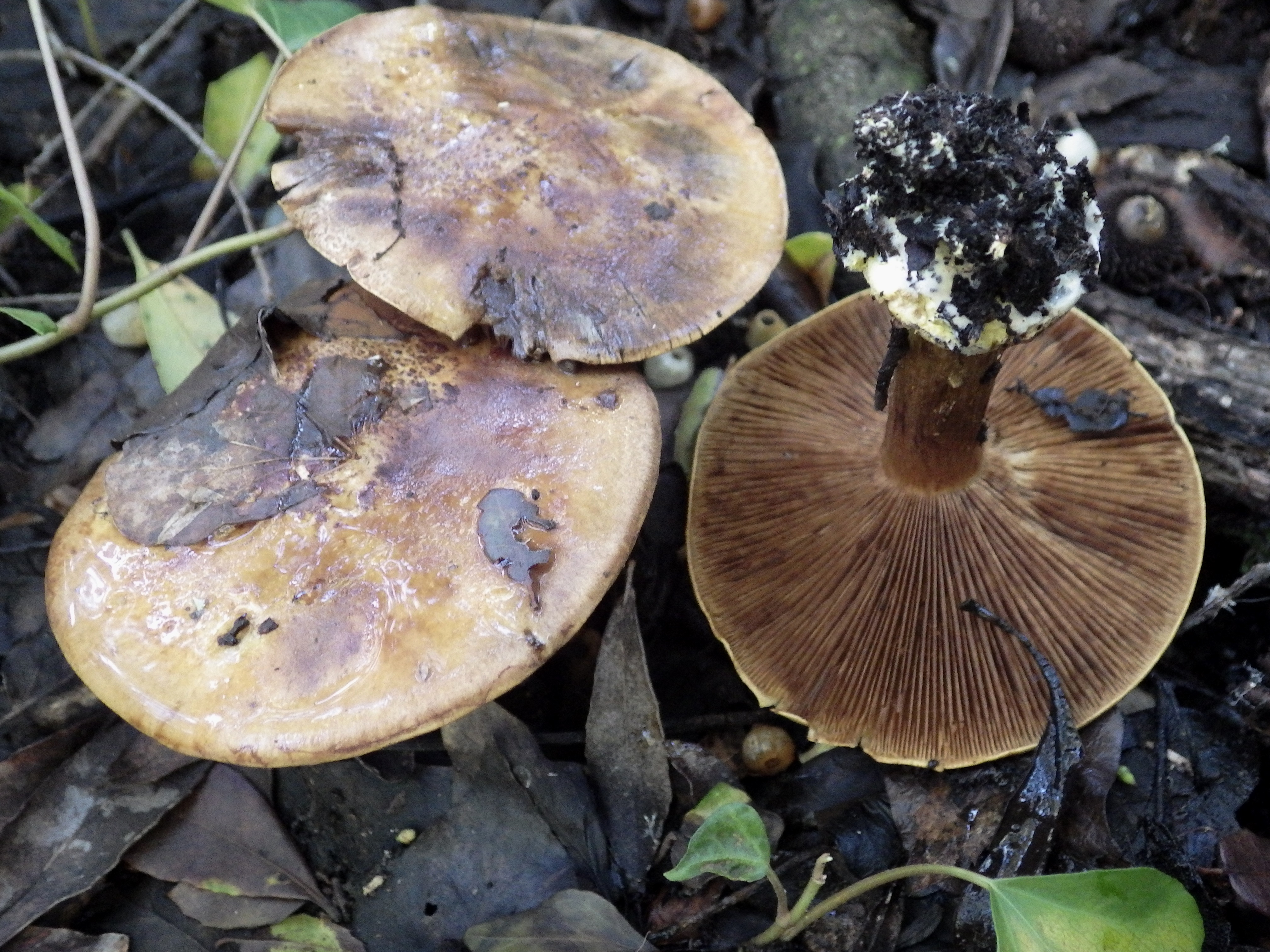
!!Cortinarius elegantissimus!!

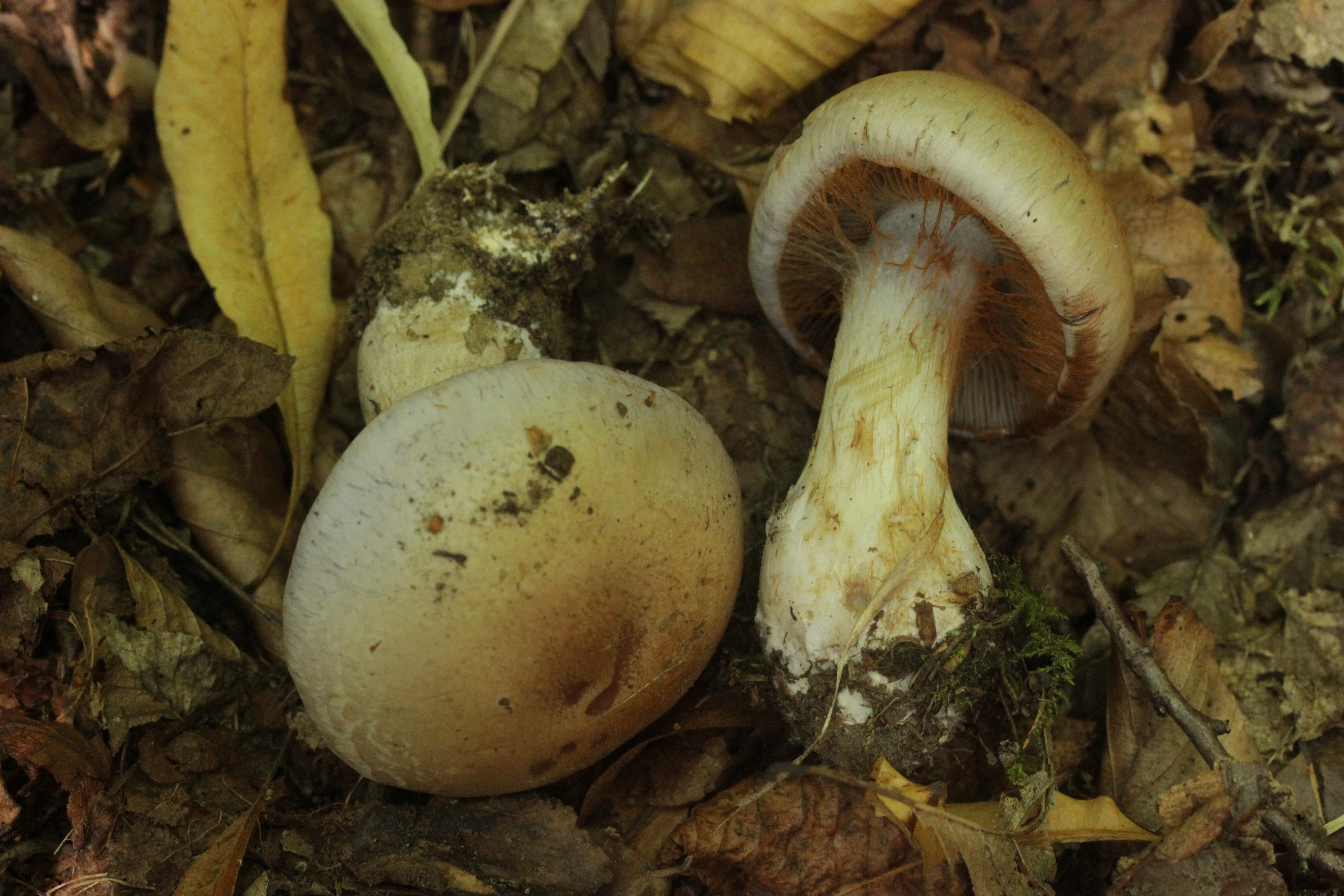
!Cortinarius largus!
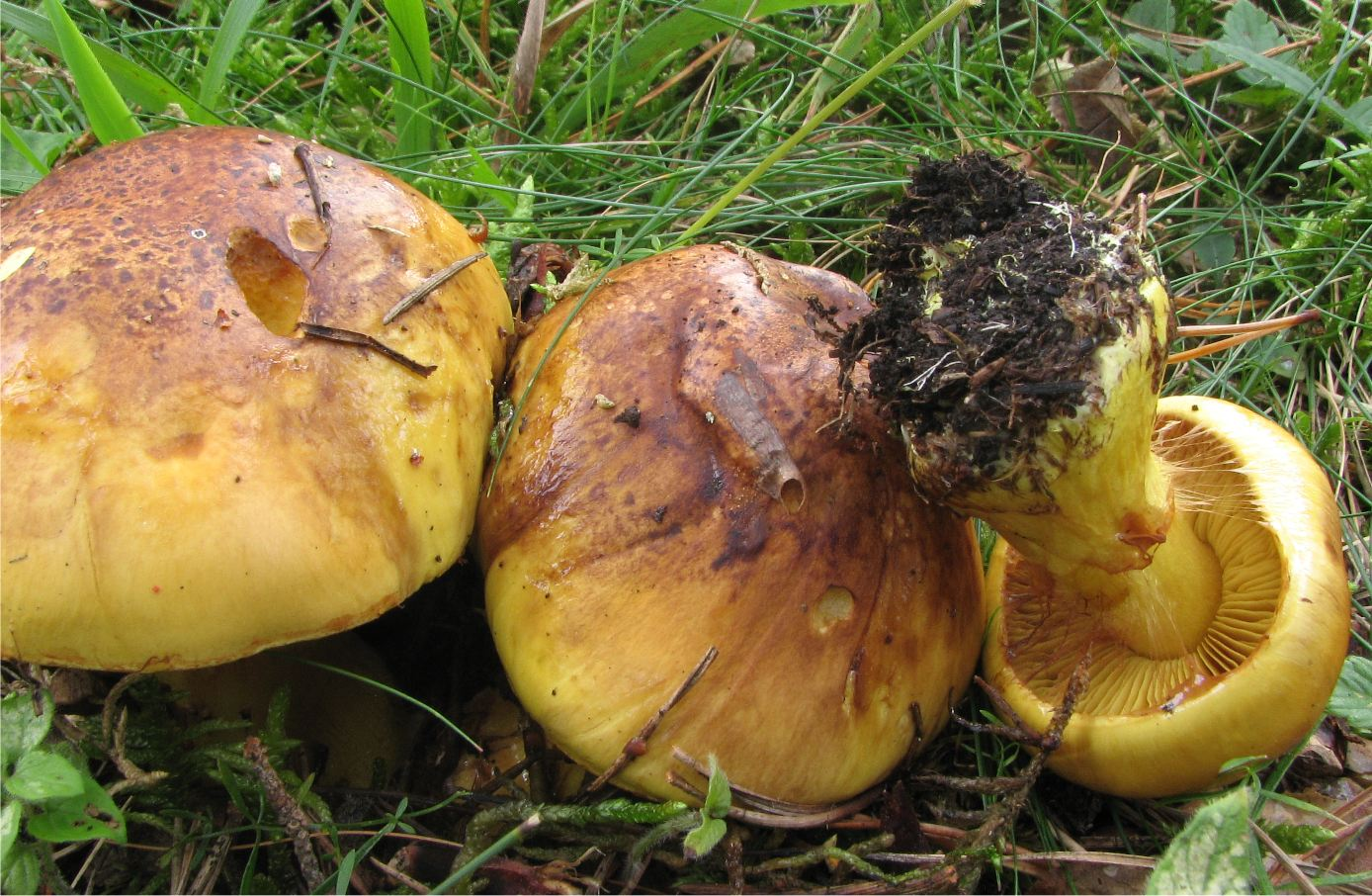
!!!Cortinarius meinhardii!!!
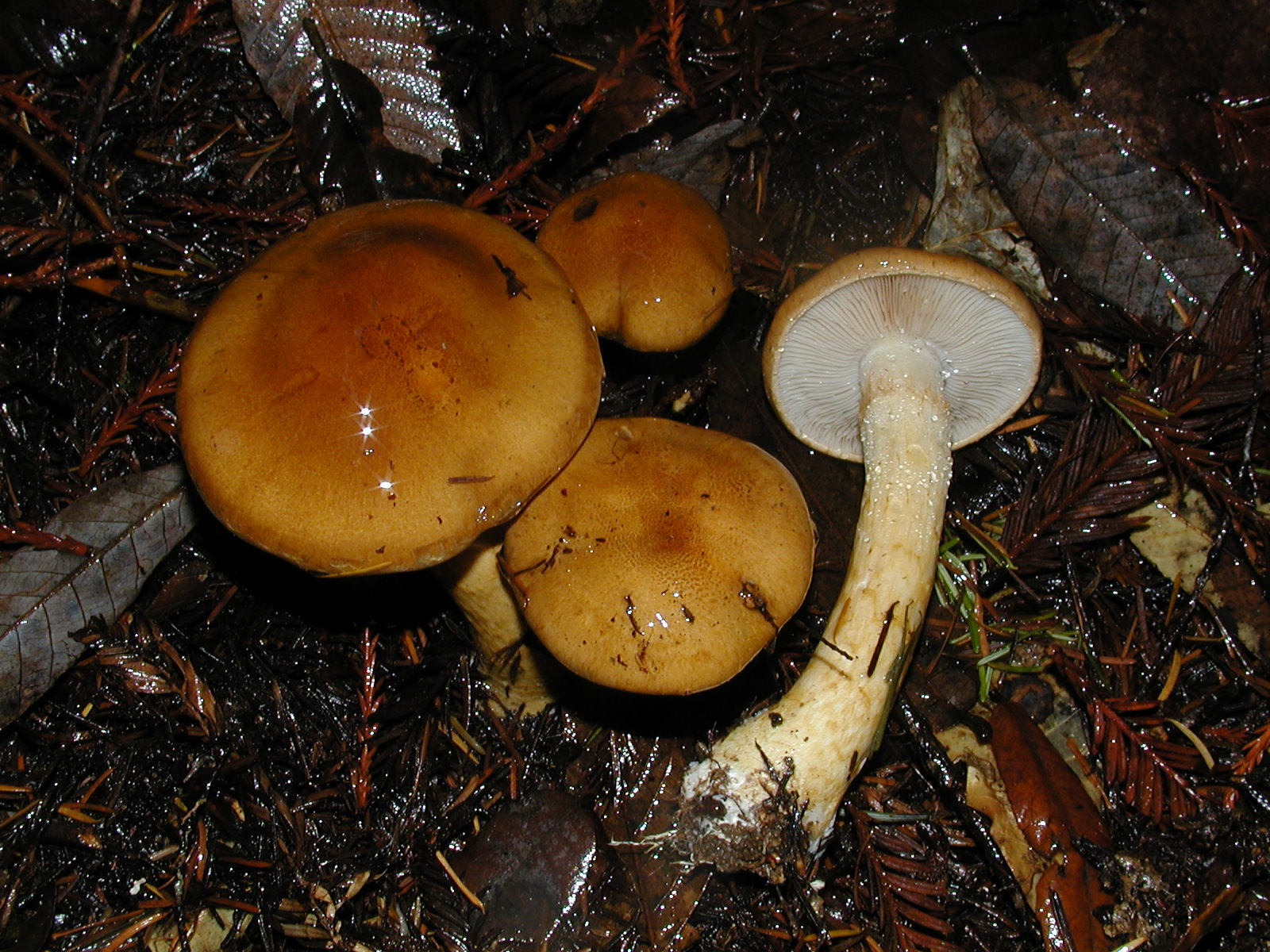
Cortinarius mucosus
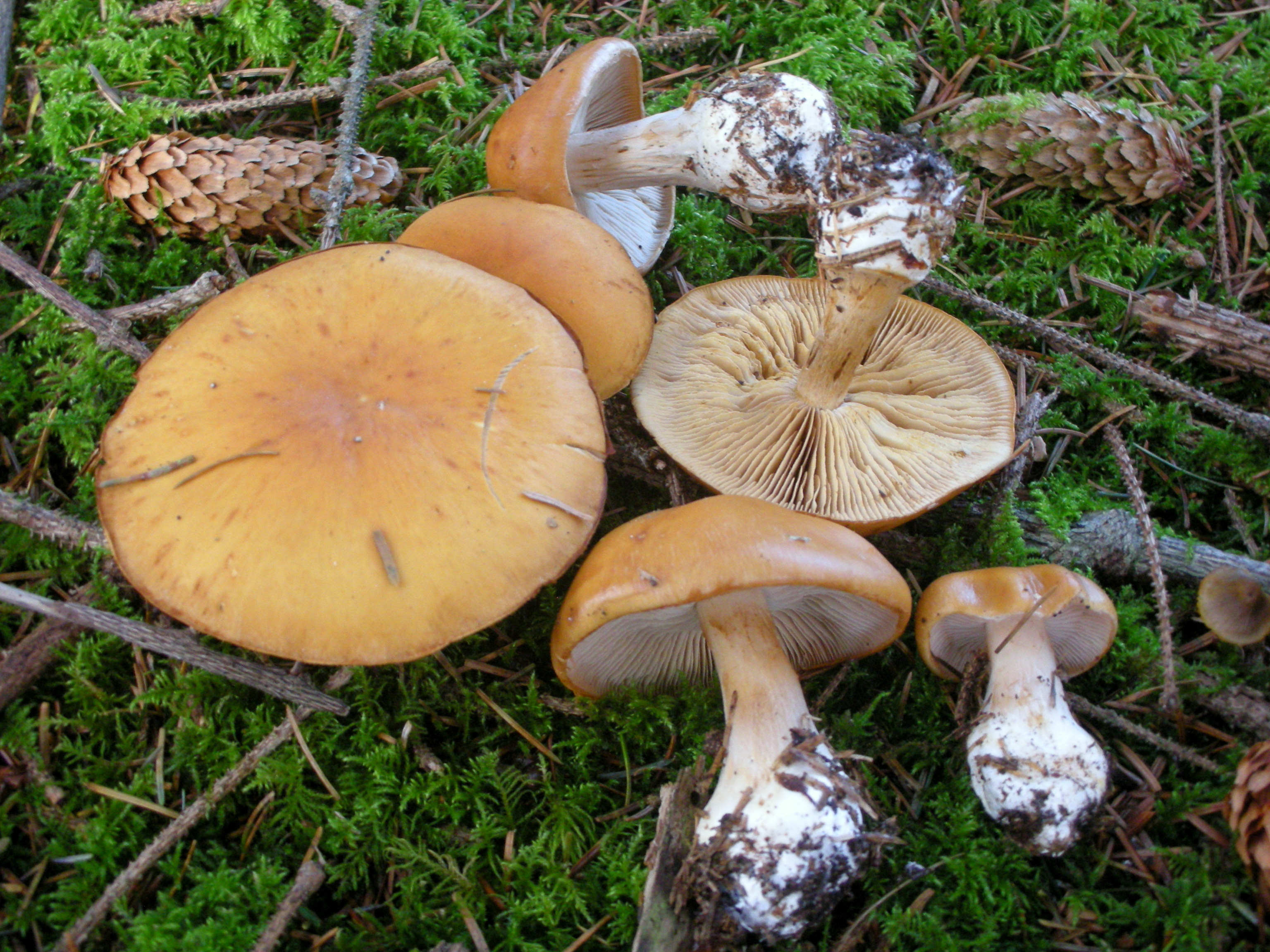
Cortinarius multiformis
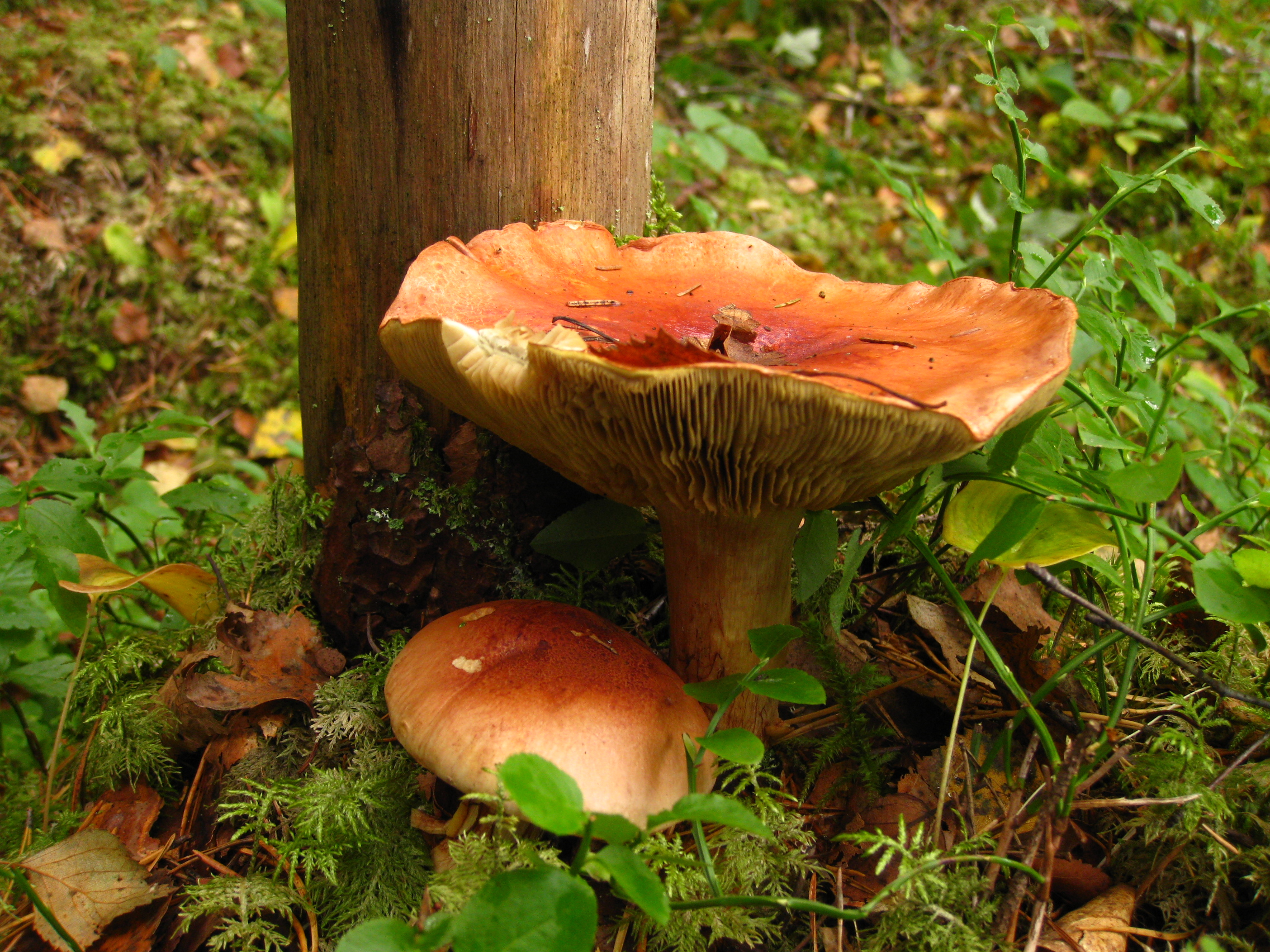
Cortinarius odorifer

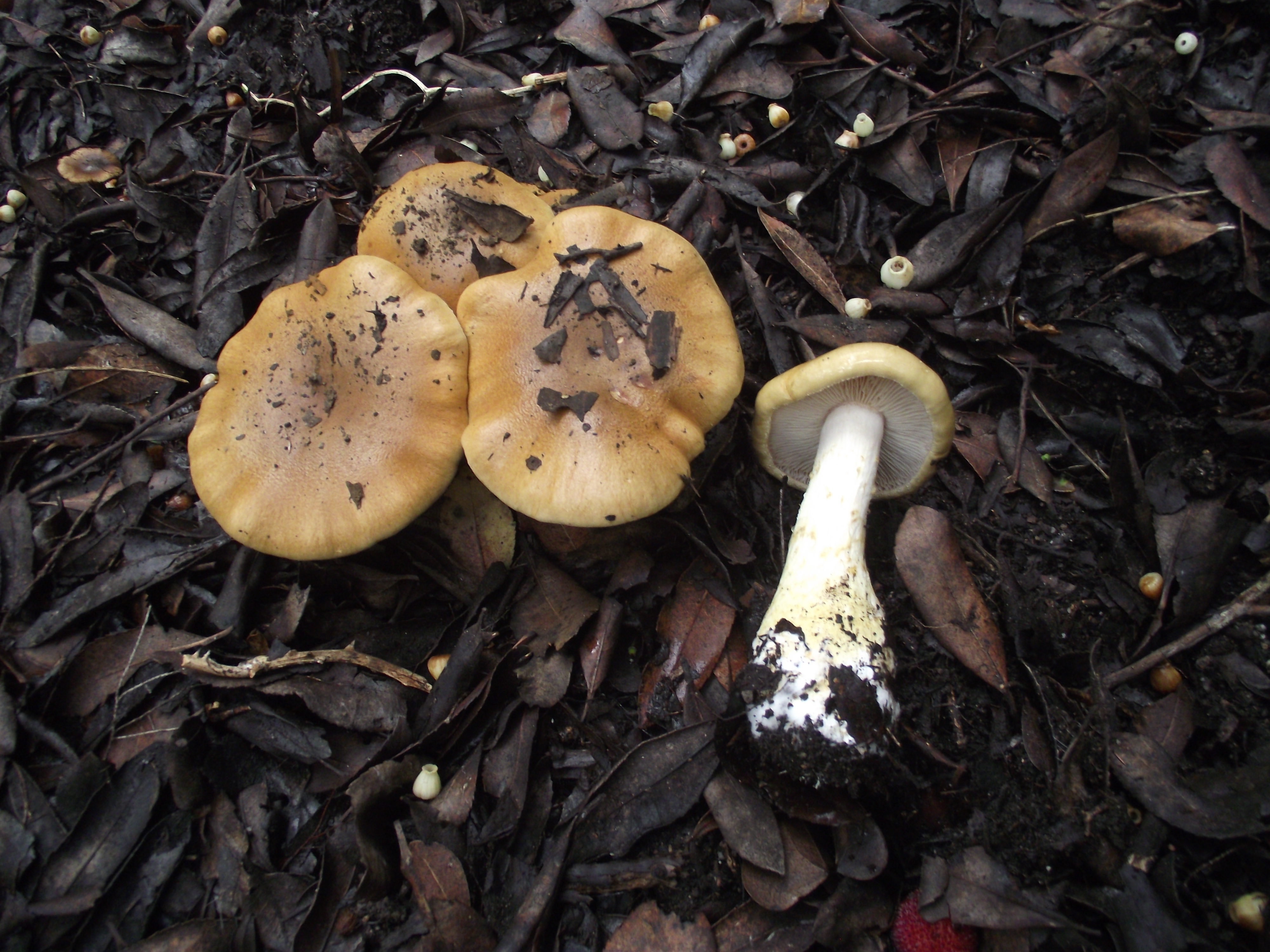
!Cortinarius olidus!
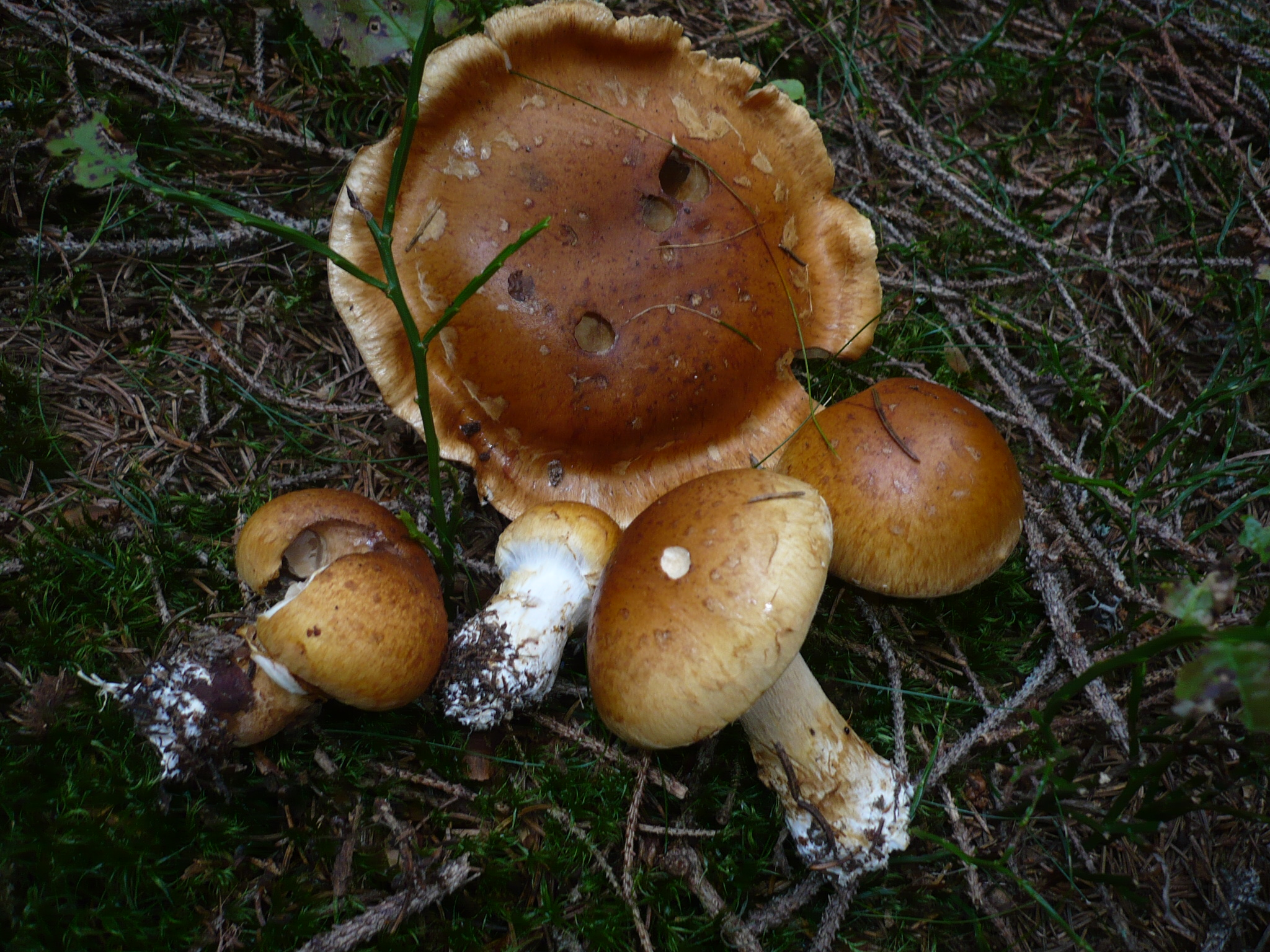
Cortinarius saginus
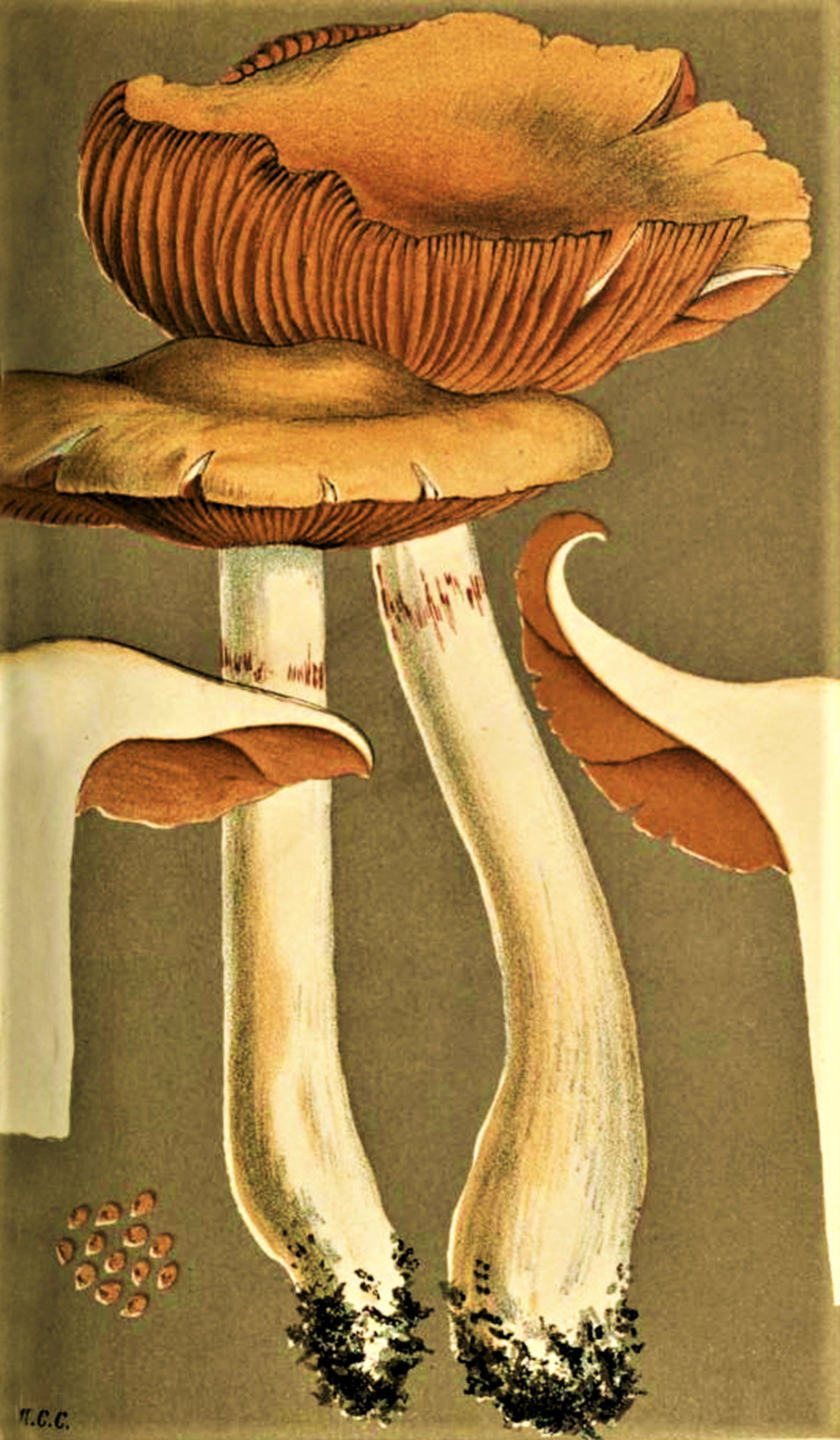
Cortinarius sebaceus
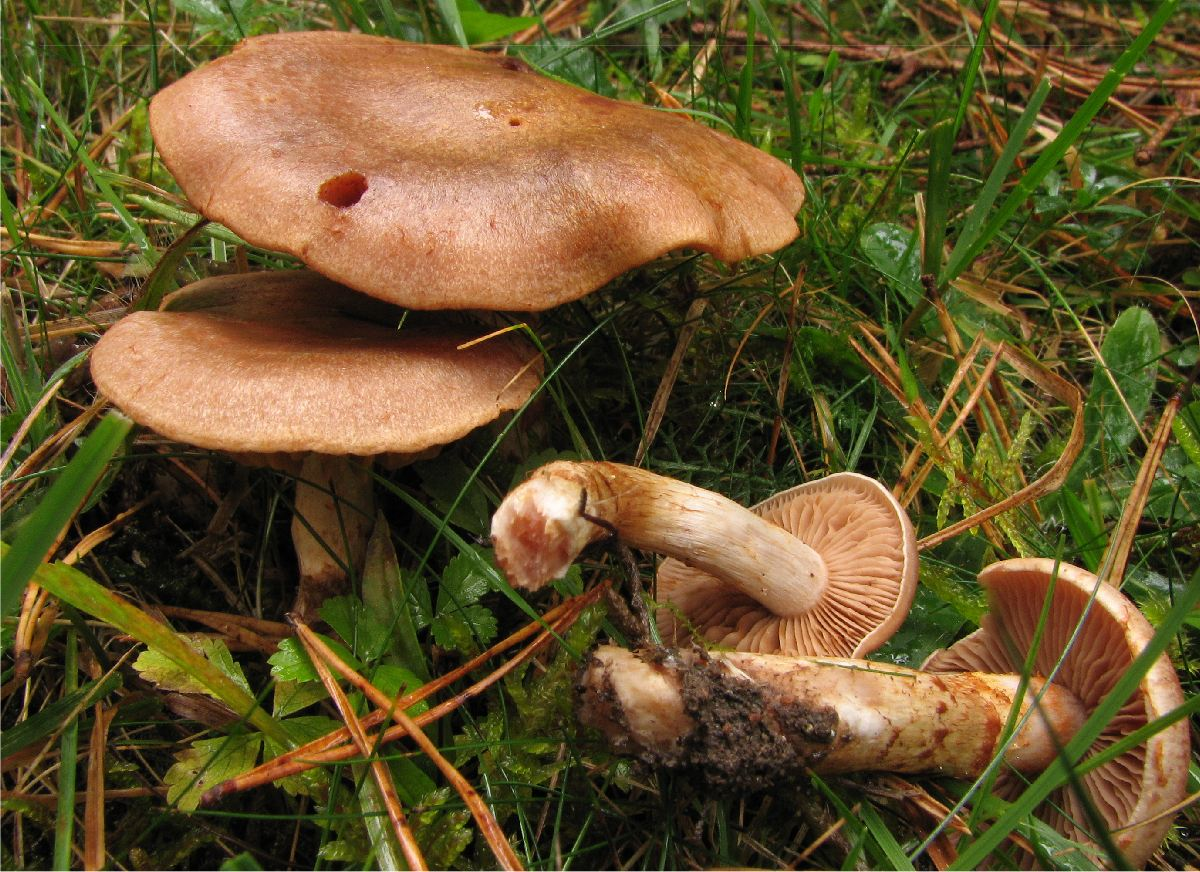
!Cortinarius spilomeus!
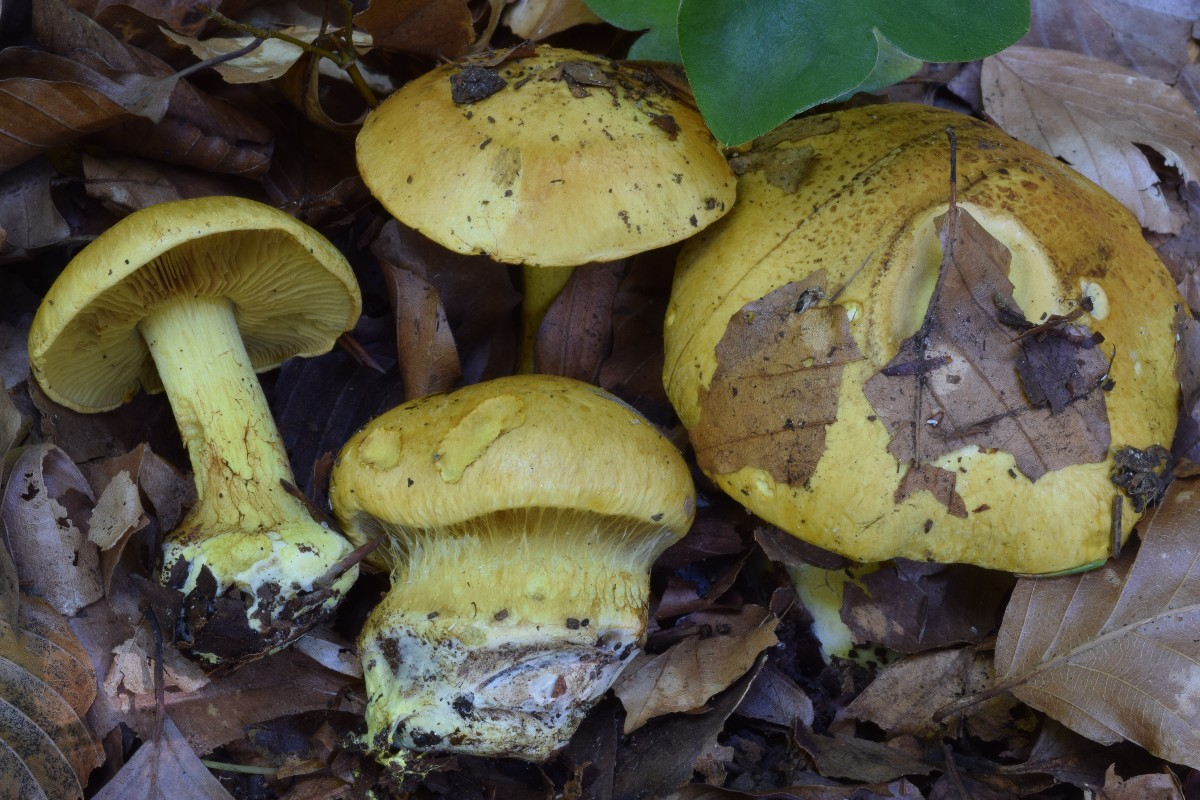
!!!Cortinarius splendens!!!

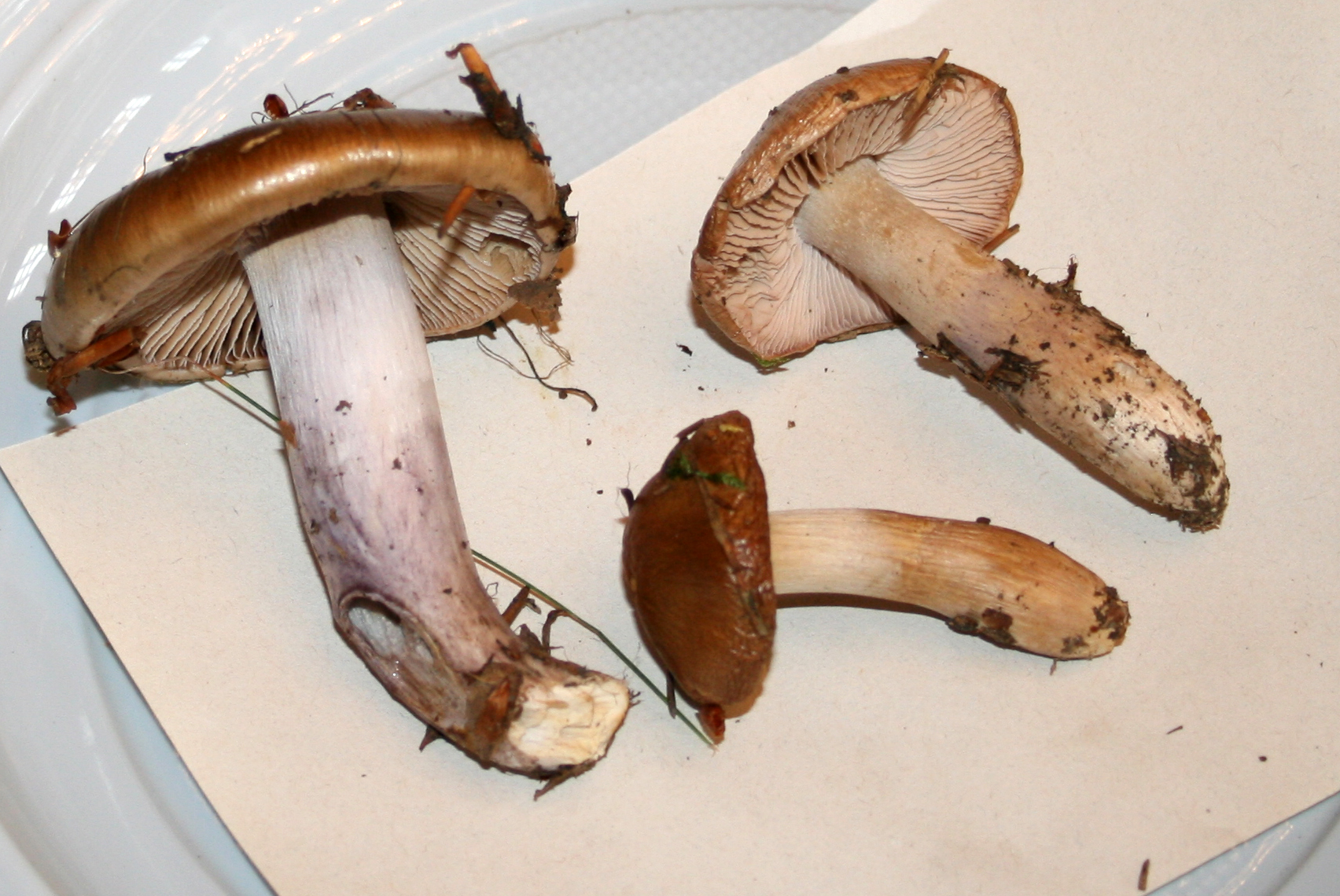
Cortinarius stillatitus
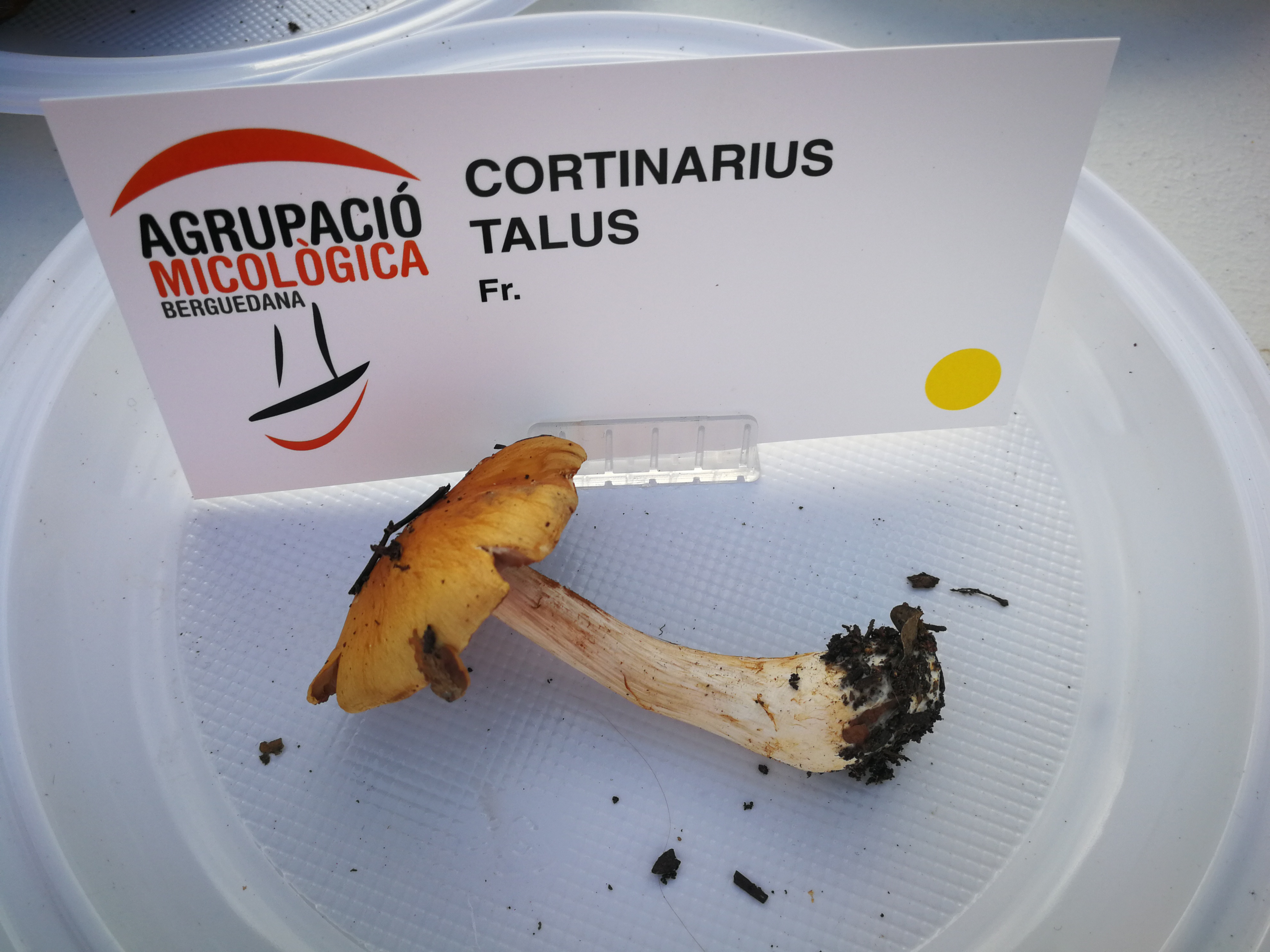
Cortinarius talus
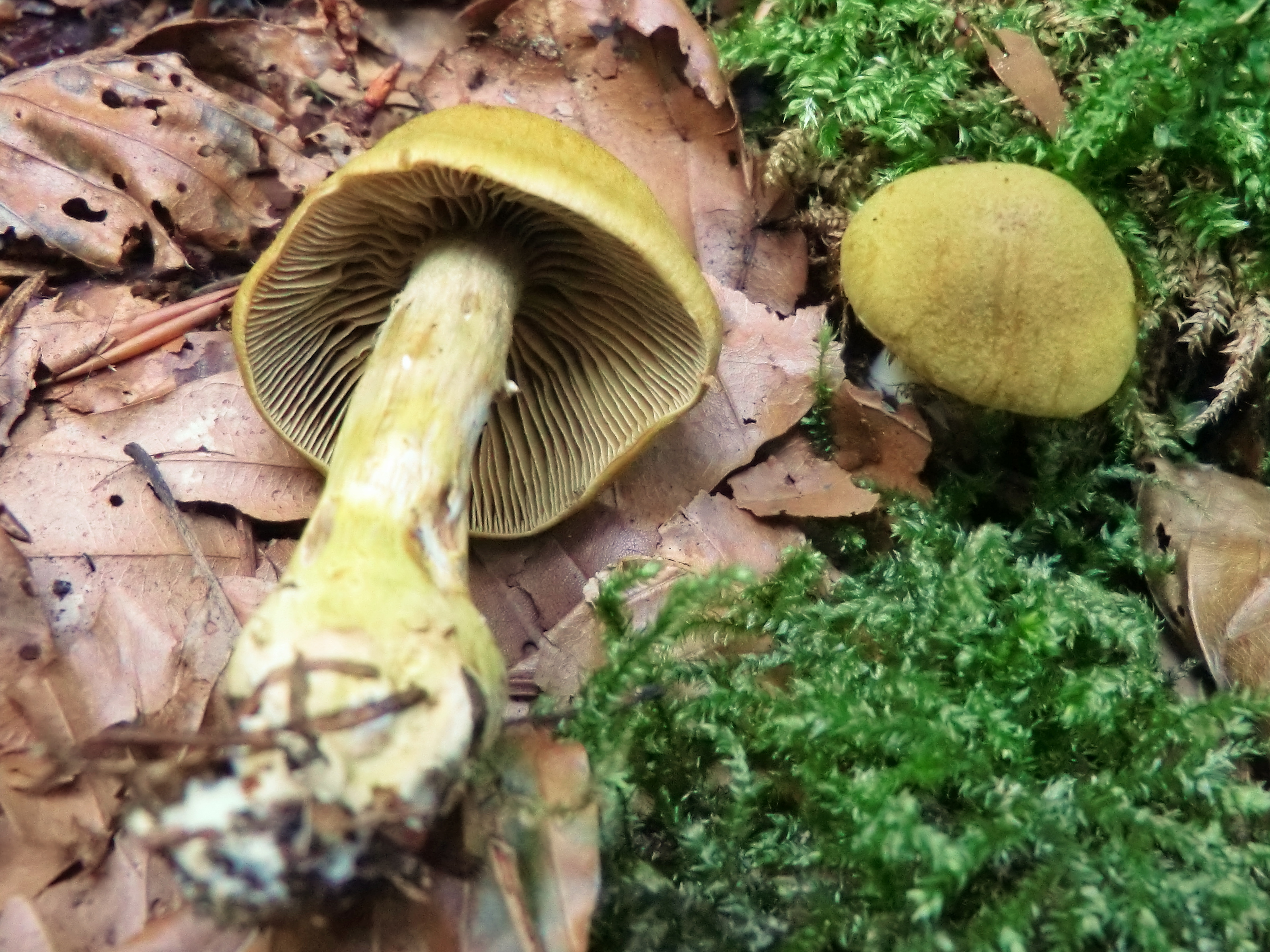
!!Cortinarius venetus!!
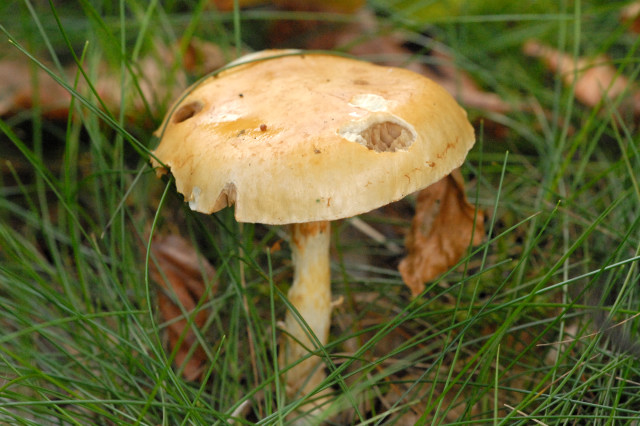
!Cortinarius vibratilis!

## Valorificare
Din cauza mirosului neplăcut, ciuperca nu este comestibilă.